# Copa Real Federación Española de Fútbol 2008-09
La Copa Real Federación Española de Fútbol 2008-09 es la 16.ª edición de dicha competición española. Se disputa en dos fases, una entre equipos de la misma comunidad autónoma entre septiembre y noviembre dependiendo de la autonomía. La segunda fase es la fase nacional, en la que los campeones de cada comunidad se enfrentan a equipos eliminados de las primeras rondas de la Copa del Rey. Esta competición se jugó del 2 de agosto de 2008 al 15 de abril de 2009, fecha en la que el Real Jaén se proclamó campeón de esta edición. En esta competición, a diferencia de la Copa del Rey, pueden participar los filiales de los equipos siempre que no participe también el primer equipo.

## Equipos clasificados

### Campeones regionales
| - Real Jaén - CD Villanueva - Unión Popular de Langreo - Real Zaragoza B - RCD Mallorca B - CD Laguna de Tenerife - Racing de Santander B - UD Almansa - Burgos CF | - RCD Espanyol B - SD Leioa - UD Badajoz - Coruxo FC - Haro Deportivo - R. Vallecano B - Lorca Deportiva B - CF Ardoi - Villarreal CF B |

### Eliminados de la Copa del Rey
| - Pontevedra CF - Racing de Ferrol - CD San Fernando - Cádiz CF - CD Izarra - CD Ciempozuelos - CD Atlético Baleares - CD Linares - SD Ciudad de Santiago | - AD Ceuta - Granada CF - Gimnástica de Torrelavega - CA Ciudad de Lorquí - SD Ejea - Águilas CF - Atlético Granadilla - CD Lugo - CD Mirandés |

## Fase nacional

### 1.ª Ronda
La primera ronda del torneo la disputaron 10 equipos. En esta ronda se enfrentan entre sí equipos de la misma comunidad autónoma o comunidades cercanas.
| Equipo 1       | Agr. | Equipo 2          | Ida | Vuelta |
| -------------- | ---- | ----------------- | --- | ------ |
| Mallorca B     | 2–1  | Atlético Baleares | 2–0 | 0–1    |
| Racing B       | 2–1  | Leioa             | 0–0 | 2–1    |
| R. Vallecano B | 2–0  | Ciempozuelos      | 2–0 | 0–0    |
| Haro           | 2–5  | Mirandés          | 1–2 | 1–3    |
| Granadilla     | 2–0  | Laguna            | 1–0 | 1–0    |

### Dieciseisavos de final
En esta fase los equipos eliminados en la Copa del Rey pasan a jugar los treintadosavos de la Copa RFEF.
| Equipo 1        | Agr.   | Equipo 2          | Ida | Vuelta |
| --------------- | ------ | ----------------- | --- | ------ |
| Racing Ferrol   | 7–5    | Pontevedra        | 5–1 | 2–4    |
| Ciudad Santiago | 1–2    | Lugo              | 1–0 | 0–2    |
| Coruxo          | 1–3    | Ourense           | 0–0 | 1–3    |
| Mirandés        | 3–4    | Burgos            | 3–0 | 0–4    |
| Racing B        | 0–2    | Langreo           | 0–0 | 0–2    |
| CF Ardoi        | 2–3    | Gimn. Torrelavega | 2–3 | 0–0    |
| Izarra          | 3–4    | Ejea              | 1–2 | 2–2    |
| Zaragoza B      | 3–1    | Mallorca B        | 3–0 | 0–1    |
| Villarreal B    | 2–2(r) | Espanyol B        | 2–1 | 0–1    |
| Almansa         | 3–1    | Atlético Ciudad   | 2–0 | 1–1    |
| Lorca B         | 3–4    | Águilas           | 3–2 | 0–2    |
| Linares         | 1–4    | Real Jaén         | 1–1 | 0–3    |
| Villanueva      | 2–3    | UD Badajoz        | 1–0 | 1–3    |
| Granada         | 3–3(r) | Cádiz             | 0–1 | 3–2    |
| San Fernando    | 2–3    | Ceuta             | 2–2 | 0–1    |
| Granadilla      | 1–4    | R. Vallecano B    | 1–1 | 0–3    |

### Octavos de final
| Equipo 1      | Agr. | Equipo 2          | Ida | Vuelta |
| ------------- | ---- | ----------------- | --- | ------ |
| Águilas       | 0–4  | Espanyol B        | 0–1 | 0–3    |
| Almansa       | 2–4  | R. Vallecano B    | 1–2 | 1–2    |
| Racing Ferrol | 8–2  | Langreo           | 6–0 | 2–2    |
| Zaragoza B    | 0–2  | Gimn. Torrelavega | 0–1 | 0–1    |
| Granada       | 2–1  | UD Badajoz        | 2–0 | 0–1    |
| Lugo          | 1–3  | Ourense           | 1–2 | 0–1    |
| Ceuta         | 1–2  | Real Jaén         | 0–2 | 1–0    |
| Ejea          | 2–4  | Burgos            | 2–4 | 0–0    |

### Cuartos de final
| Equipo 1          | Agr.        | Equipo 2       | Ida | Vuelta |
| ----------------- | ----------- | -------------- | --- | ------ |
| Gimn. Torrelavega | 3–4         | Racing Ferrol  | 1–3 | 2–1    |
| Burgos            | 0–0 (4–5 p) | Ourense        | 0–0 | 0–0    |
| Real Jaén         | 5–2         | Granada        | 1–0 | 4–2    |
| Espanyol B        | 2–3         | R. Vallecano B | 1–2 | 1–1    |

### Semifinales
| Equipo 1       | Agr. | Equipo 2      | Ida | Vuelta |
| -------------- | ---- | ------------- | --- | ------ |
| R. Vallecano B | 2–0  | Racing Ferrol | 0–0 | 2–0    |
| Ourense        | 1–3  | Real Jaén     | 1–2 | 0–1    |

### Final
La sexta y última ronda del torneo la disputan los 2 vencedores de las semifinales. La eliminatoria se jugó a ida y vuelta los días 2 de abril y 15 de abril de 2009. Los finalistas son el Real Jaén CF y el Rayo Vallecano B.
| Equipo 1  | Agr. | Equipo 2       | Ida | Vuelta |
| --------- | ---- | -------------- | --- | ------ |
| Real Jaén | 4–1  | R. Vallecano B | 0–0 | 4–1    |

## Campeón
|              |
| Campeón      |
|              |
| Real Jaén CF |
|              |
| 2.º título   |